# Beroep op de natuur
Een beroep op de natuur is een drogreden of retorische tactiek waarin gesteld wordt dat een product of een gebruik juist zou zijn omdat het natuurlijk is, of onjuist omdat het niet-natuurlijk is. Een beroep op de natuur is een ongeldig argument omdat de impliciete (niet-vermelde) premisse "Wat natuurlijk is, is goed" doorgaans niet relevant is, in de praktijk geen overtuigende betekenis heeft of een mening is in plaats van een feit.

## Vormen
Vaak voorkomende vormen van deze drogreden:
Wat natuurlijk is is goed
N is natuurlijk
Daarom is N goed.
Wat onnatuurlijk is is slecht
U is onnatuurlijk
Daarom is U slecht.

## Voorbeelden
- Het idee dat dezelfde vitamines een ander effect op het menselijk gestel hebben wanneer ze uit natuurproducten geëxtraheerd zijn dan wanneer ze afkomstig zijn uit organische synthese (een denkbeeld dat verwant is aan het vitalisme).
- Het idee dat biologische landbouw beter is voor het milieu dan gangbare landbouw enkel omdat het natuurlijker zou zijn.
- Het idee dat kruidengeneesmiddelen minder bijwerkingen zouden hebben dan geneesmiddelen van synthetische oorsprong.